# سراسکند علیا
سراسکند علیا یکی از روستاهای استان آذربایجان شرقی است که در دهستان آتش‌بیگ بخش نظرکهریزی شهرستان هشترود واقع شده‌است.